# Steinbruch von Kleonai

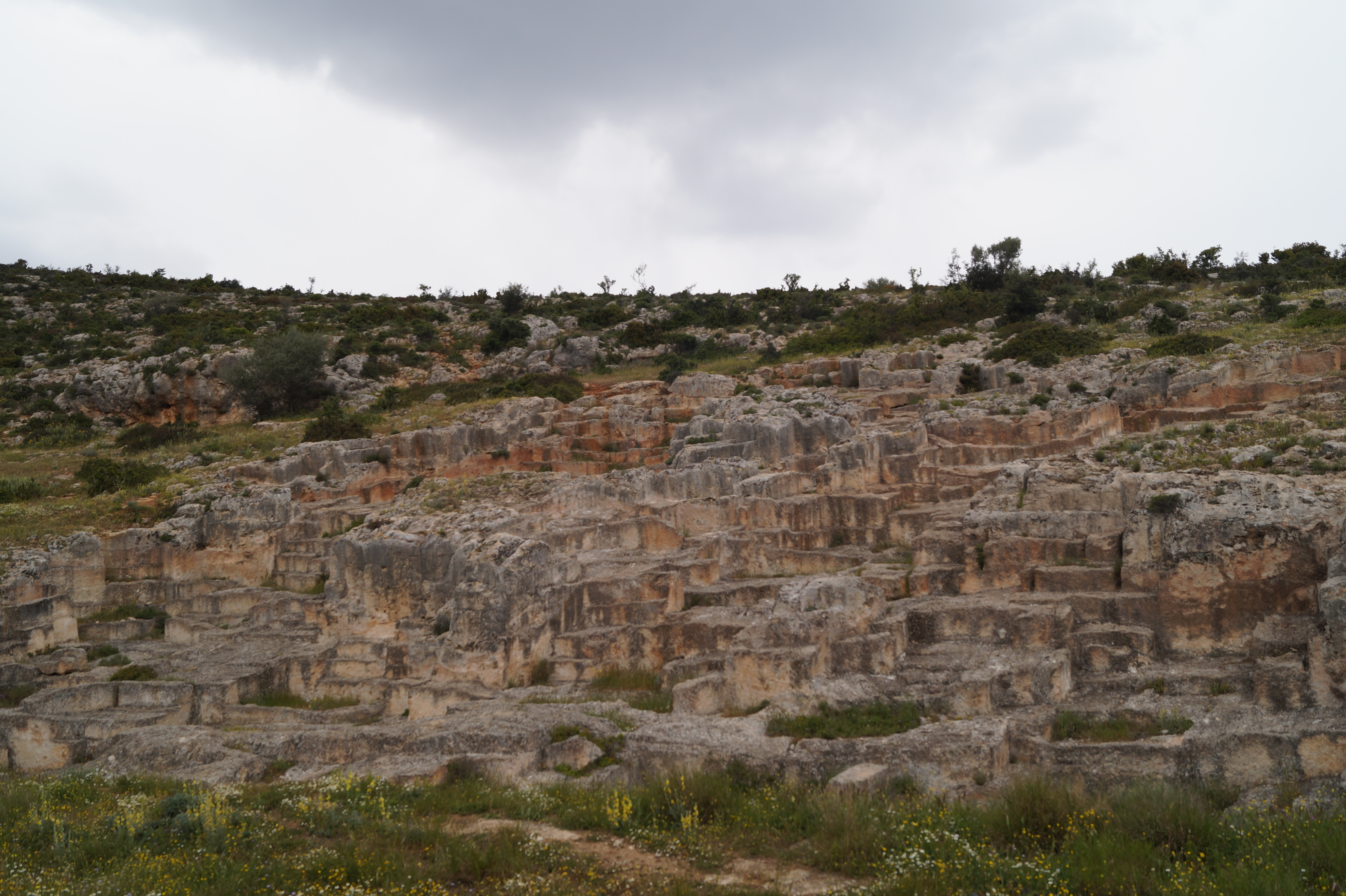
Steinbruch von Kleonai

Der Steinbruch von Kleonai ist ein Steinbruch der antiken Stadt Kleonai und liegt an der griechischen Autobahn 7 am Rastplatz bei Kilometer 105,5 zwischen Korinth und Argos kurz vor der Autobahnabfahrt „Ancient Nemea“ (Αρχαία Νεμέα).
Der Steinbruch hat eine Ausdehnung von etwa 100 × 40 m und liegt an der Südostseite des Berges Drymoni (Δρυμώνι) in der Gemarkung „Patima“, die zu dem Ort Agios Vasilios gehört. Es handelt sich um Sedimentkalkstein mit geringem Anteil an Mergel. Bei Grabungen der 3. Ephorie fand man zwölf sikysche Münzen. Anhand dieser und der aufgefundenen Keramik kann der Steinbruch in die Zeit vom 5. bis 3. Jahrhundert v. Chr. datiert werden. Auch die Art des Abbaus, wie zum Beispiel die Werkzeugspuren und die Art, wie die Blöcke herausgelöst wurden, unterstützen diese Datierung.
Die gebrochenen Steine wurden zum Teil zum Bau des Heiligtums von Nemea verwendet. Einige Blöcke wurden im Steinbruch zurückgelassen. Man vermutet, dass diese nur mindere Qualität hatten und deshalb nicht verwendet wurden.